# 28 décembre dans les chemins de fer
28 novembre 28 janvier
Chronologies thématiques
- Croisades
- Sports
- Disney

Cette page concerne les événements qui se sont déroulés un 28 décembre dans les chemins de fer.

## Événements

### XIXesiècle
- 1858.  France :   ouverture de la section Bédarieux - Graissessac de la ligne de Béziers à Graissessac (compagnie de Graissessac à Béziers).

- 1865.  France :   ouverture de la section Brétigny - Vendôme de la ligne Brétigny - La Membrolle-sur-Choisille (Paris-Orléans).

- 1868.  France :   ouverture de la ligne Gisors - Pont-de-l'Arche, appartenant à la Compagnie du chemin de fer de Pont-de-l'Arche à Gisors, puis à la Compagnie des chemins de fer de l'Ouest.
- 28 décembre 1879 Royaume-Uni, Angus. Le pont sur le Tay s'effondre au passage d'un train pendant un violent orage : 75 morts[1].

.

### XXesiècle
- 1901.  France :   la Société du chemin de fer électrique souterrain Nord-Sud de Paris, dite Compagnie du Nord-Sud, obtient de la Ville de Paris la concession d'un réseau métropolitain de deux lignes, concurrent de celui concédé à la Compagnie du chemin de fer métropolitain de Paris (CMP)[2].